# Lucilina dupuisi
Lucilina dupuisi is een keverslakkensoort uit de familie van de Chitonidae. De wetenschappelijke naam van de soort is voor het eerst geldig gepubliceerd in 1973 door Leloup.